# Alpii Apuseni

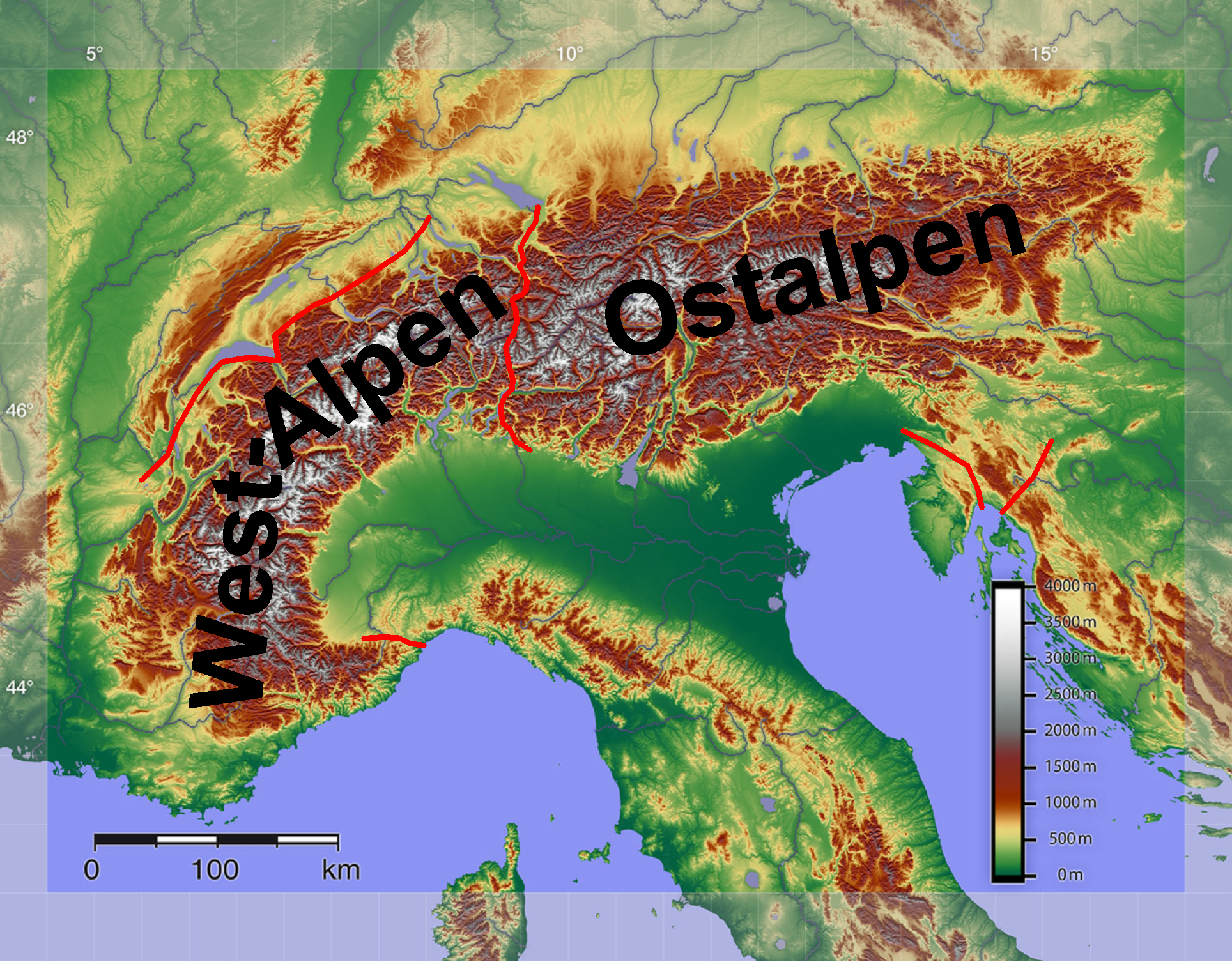
Alpii Apuseni

Alpii Apuseni (germ: "Westalpen") sunt despărțiți la este de Alpii Răsăriteni prin  linia care unește lacul Constanța, de-a lungul Rinului, peste pasul Splügenpass (ital. Passo dello Spluga) (2113 m) cu Lacul Como. În comparație cu Alpii Răsăriteni, Alpii Apuseni sunt mai înalți. Cel mai înalt vârf din Alpii Occidentali este Mont Blanc (4810 m).
Alpii Apuseni sau Occidentali se află în Italia, Franța și Elveția, ei se împart în:
- Alpii Ligurici
- Alpii Maritimi
- Alpii Cotici
- Alpii Dauphiné
- Alpii Graici
- Alpii Pennini
- Alpii Bernezi
- Alpii Lepontini
- Alpii Glarus
- Alpii Elvețieni de Nord-Est